# 25 de Dezembro (álbum)
25 de Dezembro é o vigésimo segundo álbum de estúdio, e o primeiro álbum natalino, da cantora brasileira Simone, lançado em 1995 sob o selo da gravadora PolyGram.
O disco apresenta exclusivamente canções cristãs e com temática natalina, inaugurando um segmento até então inexistente na indústria fonográfica nacional.
O álbum tornou-se um êxito comercial no Brasil, ultrapassando a marca de 1 milhão de cópias vendias.

## Produção e lançamento
Após sua saída da gravadora EMI Odeon a cantora Simone foi contratada pela CBS, atual Sony Music. Durante sua estadia na gravadora a artista afirmou que foi sabotada por diversos membros da direção da empresa, sobretudo na divulgação e promoção do seu último disco lançado intitulado Simone Bittencourt de Oliveira.
Em entrevista a cantora afirmou: "Quando fiz meu último disco na Sony em 1995, começaram a dizer dentro da gravadora que eu estava acabada. Fazia um show lindo dirigido pelo José Possi Neto, divulgava meu trabalho e a direção da Sony dando contra                     o tempo inteiro. A cada disco, eu oferecia uma música de trabalho. A gravadora pegava outra qualquer. O processo de vendagem e execução do disco, de agendar entrevistas e programas de tevê é obrigação da gravadora. E eles me sabotavam. Foi quando comecei a produzir em 1995 na surdina o 25 de Dezembro e fechei com a PolyGram".
A decisão de gravar um disco de canções natalinas partiu da própria cantora, ao viajar para os Estados Unidos, e entrar numa loja de discos e se ver rodeada de álbuns com temática natalina.
Com uma produção musical orquestral com pompa e ostentação, o disco 25 de Dezembro trouxe standards natalinos, tais como: "Sino de Belém" (versão de "Jingle Bells", de James Pierpont, 1857), "Natal das Crianças" (Blecaute, 1955), "O Velhinho" (Otávio Babo Filho, 1954), "Noite feliz" (versão em português da canção austríaca "Stille nacht", de Franz Gruber e Joseph Mohr, 1818) e "Natal Branco" ("White Christmas", Irving Berlin, 1942).
Em relação a estratégias promocionais, não contou com uma turnê como era de costume na carreira da artista, ao invés disso a canção "Então É Natal" (versão em português de "Happy Xmas (War Is Over)", de John Lennon e Yoko Ono, 1971) fez parte da turnê de 1995 da cantora, tornando-se o ponto alto dos shows.
A canção "Pensamentos" foi incluída na trilha sonora nacional da novela Explode Coração, de Gloria Perez, exibida entre 1995/1996 pela TV Globo. Na trama a canção foi tema da personagem "Eugênia", interpretada por Françoise Forton.
Em 1998, o álbum foi relançado com uma faixa bônus: a canção "Ave Maria", com participação do coral Meninas Cantoras de Petrópolis.

## Recepção crítica e comercial
A revista Veja, edição de 1 de maio de 1996, publicou que durante uma festa de gala na sede da gravadora PolyGram, no Rio de Janeiro, em 15 de novembro de 1995, artista recebeu das mãos do presidente da companhia, Marcos Maynard, um disco de platina por 250 mil cópias distribuídas do disco. Meses depois, o álbum já tinha vendido 1,1 milhão de cópias, número necessário para um disco de diamante.
Até 2011, o trabalho vendeu mais de 1,2 milhões de cópias, segundo a revista Veja. Sobre o sucesso do disco, a cantora comentou: "Foi algo muito inesperado. Sabíamos que havia uma carência de discos natalinos brasileiros, mas o sucesso foi muito maior do que poderíamos imaginar. Ainda hoje, esse disco renasce nesse período do ano".
O êxito do disco não poupou a cantora de virar meme para as novas gerações. Tal fato foi relatado em uma entrevista ao apresentador e jornalista Pedro Bial: "Eu sofri bullying com 'Então é Natal' (...) A música tocou tanto que uma geração que não me conhecia, não conhecia a minha história, foi influenciada por pessoas que não queriam que acontecesse essa coisa boa que aconteceu comigo, porque há pessoas que têm raiva do sucesso do outro".
Apesar das críticas, a cantora disse em entrevista a revista Época que sentia orgulho de ter lançado o disco.

## Lista de faixas
Créditos adaptados do site oficial.
| 25 de Dezembro – Edição padrão |                                                     |                                                     |                           |         |  |
| N.º                            | Título                                              | Compositor(es)                                      | Produtor(es)              | Duração |  |
| 1.                             | "Então É Natal" ("Happy Xmas (War Is Over)")        | John Lennon Yoko Ono Cláudio Rabello ( vers. )      | Max Pierre Moogie Canazio | 4:00    |  |
| 2.                             | "Natal Branco" ("White Christmas")                  | Irving Berlin Marino Pinto (vers.)                  | Luiz Carlos Maluly        | 3:04    |  |
| 3.                             | "Bate o Sino" ("Jingle Bells")                      | Evaldo Rui                                          | Pierre Canazio            | 3:19    |  |
| 4.                             | "Pensamentos"                                       | Roberto Carlos Erasmo Carlos                        | Pierre Canazio            | 4:40    |  |
| 5.                             | "O Velhinho"                                        | Otávio Filho                                        | Pierre Canazio            | 2:49    |  |
| 6.                             | "Jesus Cristo"                                      | R. Carlos E. Carlos                                 | Maluly                    | 3:50    |  |
| 7.                             | "Que Maravilha Viver..." ("What a Wonderful World") | George David Weiss Bob Thiele Rabello (vers.)       | Pierre Canazio            | 4:00    |  |
| 8.                             | "Natal das Crianças"                                | Blecaute                                            | Pierre Canazio            | 3:06    |  |
| 9.                             | "Boas Festas" (com part. deTimbalada)               | Assis Valente                                       |                           | 2:39    |  |
| 10.                            | "Noite Feliz" ("Silent Night")                      | Franz Xaver Gruber Joseph Mohr Pedro Sinzig (vers.) |                           | 4 :53   |  |
| Duração total:                 | Duração total:                                      | Duração total:                                      | Duração total:            | 36:20   |  |

| 25 de Dezembro – Faixa bônus do relançamento de 1998 |                                                           |                             |                |         |  |
| N.º                                                  | Título                                                    | Compositor(es)              | Produtor(es)   | Duração |  |
| 11.                                                  | "Ave Maria" (com part. de Meninas Cantoras de Petrópolis) | Jaime Redondo Vicente Paiva |                | 4:26    |  |
| Duração total:                                       | Duração total:                                            | Duração total:              | Duração total: | 40:46   |  |

| 25 de Diciembre – Edição padrão |                                                  |                                             |                |         |  |
| N.º                             | Título                                           | Compositor(es)                              | Produtor(es)   | Duração |  |
| 1.                              | "Llegó Navidad (Happy Xmas (War Is Over))"       | J. Lennon Y. Ono Versão: Graciella Carballo |                | 4:00    |  |
| 2.                              | "Blanca Navidad (White Christmas)"               | I. Berlin Versão: M. Pinto                  |                | 3:04    |  |
| 3.                              | "Campanitas de Navidad (Jingle Bells)"           | Domínio Público                             |                | 3:19    |  |
| 4.                              | "Pensamientos (Pensamentos)"                     | R. Carlos E. Carlos                         |                | 4:40    |  |
| 5.                              | "El Regreso (O Velhinho)"                        | O. Filho Versão: Karen Guindi               |                | 2:49    |  |
| 6.                              | "Jesus Cristo"                                   | R. Carlos E. Carlos                         |                | 3:50    |  |
| 7.                              | "¡Que bonito es vivir! (What a Wonderful World)" | G.D. Weiss B. Thiele Versão: Camilo Murillo |                | 4:00    |  |
| 8.                              | "Navidad de Los Niños (Natal das Crianças)"      | Blecaute Versão: K. Guindi                  |                | 3:06    |  |
| 9.                              | "Boas Festas" (part. Timbalada)                  | A. Valente                                  |                | 2:39    |  |
| 10.                             | "Noche de Paz (Silent Night)"                    | F. Gruber J. Mohr Versão: Domínio Público   |                | 4:53    |  |
| Duração total:                  | Duração total:                                   | Duração total:                              | Duração total: | 36:20   |  |

## Tabelas

### Tabelas anuais
| Tabela musical (1995) | Posição |
| --------------------- | ------- |
| Brasil (Nopem)        | 42      |

| Tabela musical (1996) | Posição |
| --------------------- | ------- |
| Brasil (Nopem)        | 6       |